# Питаретский монастырь
Питаретский монастырь (груз. ფიტარეთის მონასტერი) — действующий мужской монастырь XIII века в селе Питарети, Тетрицкаройского муниципалитета, мхаре Квемо-Картли, Грузия. Относится к Болнисской епархии Грузинской православной церкви.
Монастырь расположен на востоке Грузии, мхаре Квемо-Картли, в ущелье реки Храми (правый приток Куры), вблизи ныне безлюдного села Питарети, в 12 км к юго-западу от города Тетри-Цкаро и в 100 км от Тбилиси. В монастыре хранилось Евангелие XVII века, переписанное Бедисмцерлишвили.

## История
Питаретский монастырь построен в 1213—1222 годах во времена правления грузинского царя Лаши Георгия. Сначала Лаша-Георгий, один из предков княжеского рода Качибадзе-Бараташвили построил церковь Рождества Пресвятой Богородицы. В XIV веке на стене церкви появилась большая надпись, из-за которой нашла распространение версия, что собор Рождества Пресвятой Богородицы — сооружение именно XIV века. Позже академик Георгий Чубинашвили, после тщательного исследования надписи, пришёл к выводу, что церковь всё же построена в XIII веке.
Во время нашествия хорезмийцев и монголов монастырь частично был разрушен. В первой половине XIV века, во время правления царя Георгия Блистательного, монастырь был восстановлен.
В XVII веке монастырь был отремонтирован и перестроен Капланом Бараташвили. Была возведена колокольня, стены вокруг монастыря, винный погреб (датируется 1696 годом), усыпальница и прочие хозяйственные постройки.
В 1750 году монастырь подвергся нападению лезгин, был сильно поврежден, из-за чего был закрыт в 1752 году. Впоследствии в селе Питарети поселились осетины, которые вновь начинают использовать собор.
Монастырь пострадал от землетрясения 1988 года. Были повреждены купол и перекрытия собора Рождества Пресвятой Богородицы.
В 1990-х годах осетины покинули Питарети, переехав преимущественно в Северную Осетию, село Питарети пришло в упадок и обезлюдело.
В конце 1990-х был восстановлен собор. 4 декабря, на Введение во храм Пресвятой Девы Марии, он был освящён. В соборе ведут службу во время двух престольных праздников: 21 сентября («Рождество Пресвятой Богородицы») и 4 декабря (Введение в Храм Пресвятой Девы Марии).
В 2007 году возобновил свою деятельность Питаретский мужской монастырь.

## Архитектура
Комплекс монастыря состоит из собора Рождества Пресвятой Богородицы, который является центром комплекса, колокольни с въездными воротами, стены, марани (винного погреба) и других хозяйственных построек. К северу от собора, на нижней террасе, сохранился ряд разрушенных зданий. Надпись на стене одной из них гласит, что это марани — винный погреб, построенный настоятелем монастыря Иовом в 1696 году. Колокольня, встроенная в монастырскую стену, имеет три этажа.
Собор Рождества Пресвятой Богородицы — крестово-купольный храм, в плане представляет собой почти правильный квадрат, 15 метров в длину и 13 метров в ширину. Высота собора — 23 метра. Купол держится на двух восьмигранных опорных столбах и выступлениях апсиды. На цилиндрическом барабане купола расположено 12 окон. Алтарь соединяется боковыми дверями с небольшими помещениями, заканчиваются апсидами.
Храм Пресвятой Богородицы Питарети венчает купол, двухэтажная колокольня возвышается над почти квадратным зданием церкви, построенным в стиле тетраконха — крестово-купольной архитектуры, характерной для раннехристианского и средневекового зодчества. Войти в монастырь можно через единственный вход, расположенный в южном портике. Центральную часть фасада с обеих сторон дополняют окна: сверху — круглые, внизу — прямоугольные. Внутреннее помещение хорошо освещено 12-ю окнами, расположенными на куполе и тремя боковыми.

## Интерьер
Собор Рождества Пресвятой Богородицы построен из светлого камня различных оттенков и украшен высокохудожественной разнообразной орнаментальной резьбой, включающей рельефные изображения святых, львов, птиц, человеческих голов и тому подобное. Когда-то собор был весь расписан фресками, которых сейчас сохранилось мало, в основном на северной стене, где частично сохранилась стенопись XIII века.
Фасады собора облицованы тёсаным камнем, орнамент которых насчитывает десятки разнообразных растительных и геометрических мотивов.
Восточному фасаду придают парадный вид многочисленные декоративные элементы центральной части здания. Внутри помещения алтарь освещает большое восточное окно. Его обрамляют глубокие высокие ниши с двух сторон. На южном фасаде два высоких окна, которые обрамлены колоннами и широкой лентой орнамента. Между окнами высокий крест. Объединяет декор полукруглое орнаментированное навершие с большим крестом, у подножия которого сидят охраняющие его львы. Композицию центральной части фасада с обеих сторон дополняют окна, которые сверху — круглые, а внизу — прямоугольные. Наружные стены монастыря покрыты орнаментом с десятками резных растительных и геометрических мотивов, изображением птиц и животных.
Западный фасад имеет три отверстия, расположенных в верхней части стены. В центре — богато декорировано высокое окно, будто вставленное в орнаментированную раму, окружённую спаренными колонками. Композицию завершает большая дугообразная бровка.
Северный фасад скромнее других, он имеет только одно окно, расположенное чуть выше геометрического центра фасада. Окно оформлено орнаментированной широкой лентой и несколькими ярусами колонн. Над окном небольших размеров бровка с шишками. Полукруглое поле бровки заполнено плетёным орнаментом.
Цилиндрический барабан купола разделен на двенадцать арок с окнами, которые покрыты орнаментом и имеют выпуклую поверхность. Над арками тянется широкий фриз. Всю композицию завершает двойной карниз, сплошь покрытый орнаментом. Декор барабана купола состоит из многочисленных деталей: изображения птиц и других животных, которые вместе образуют сплошной ковер.
В интерьере собора Рождества Пресвятой Богородицы сохранилось несколько надгробий с надписями, свидетельствующими о том, что монастырь был сначала родовой усыпальницей князей Качибадзе-Бараташвили, а с 1536 одной из ветви этого рода — князей Орбелиани.

## Галерея

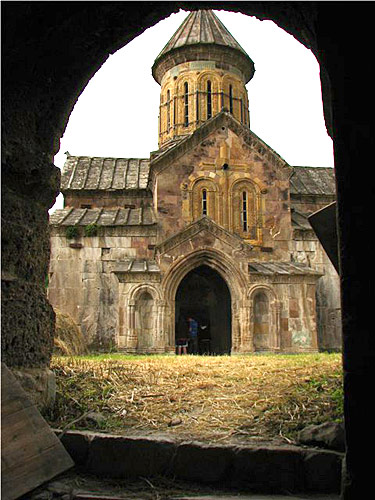
Вид на собор из ворот в колокольне
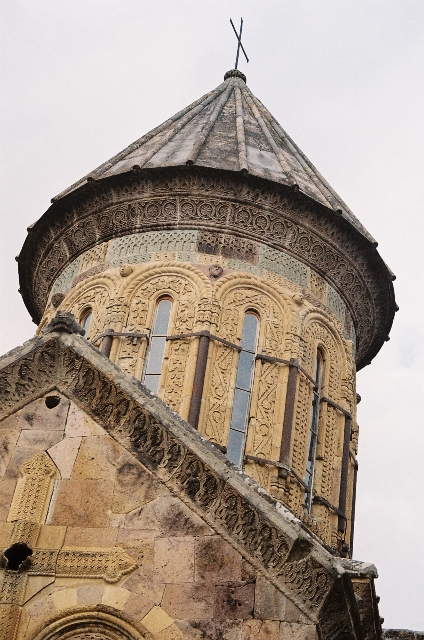
Барабан купола
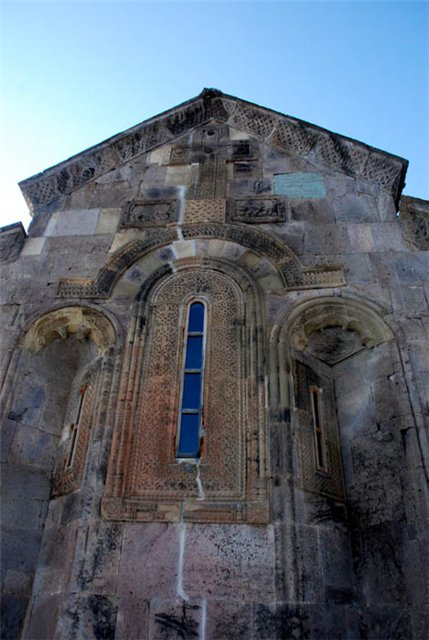
Восточный фасад
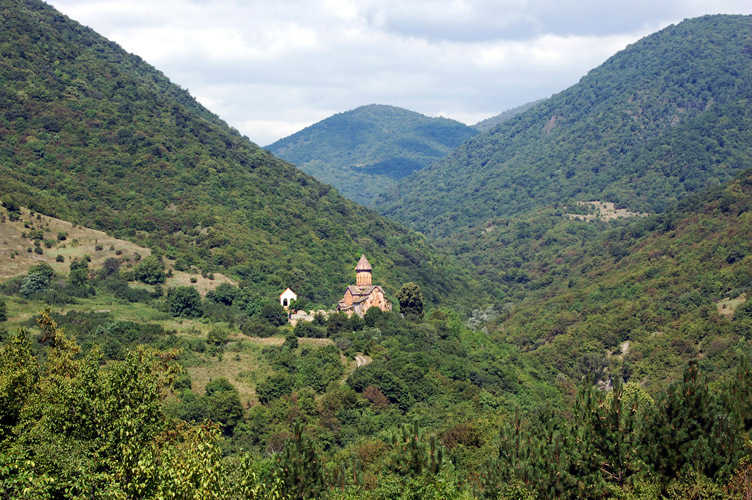
Общий вид монастыря
Собор Рождества Пресвятой Богородицы, вид с юга